# 射水市大島絵本館
射水市大島絵本館（いみずしおおしまえほんかん、Oshima Museum of Picture Books） は、富山県射水市鳥取にある、世界の絵本をテーマとする公立博物館。大島町によって「大島町絵本館」として1994年（平成6年）8月23日にオープンした。その後2005年（平成17年）11月1日に、大島町が周辺市町村と合併し射水市となったため、名称を射水市大島絵本館へ改称した。富山県博物館協会会員。

## 概要
大島町が企画して、古事記に登場する誉津別命の説話や附近に伝わる民話などを集めた絵本「おおしまふるさと絵本」を刊行し、それをきっかけに「絵本の街」として町おこしのために絵本文化推進事業の拠点として開館した施設である。
設置の理念として、
1. 絵本文化を通して、郷土文化を再認識し、住みよいまちづくりに資す。
2. 絵本文化を通して、内外との交流を図り、まちぐるみの文化活動として、明るく活気あるまちづくりをめざす。
3. 絵本文化を通して、住民の創造意欲を刺激することにより、生活の豊かさをもたらすことをめざす。

が掲げられている。

## 施設
- 休館日：月曜日（祝日の場合は翌日）、資料整理日（月1回）、年末年始12月28日 - 1月4日
- 開館時間：9時30分～17時30分
- 入館料：大人600円、高校生300円、小中生100円

鉄筋コンクリート・一部鉄骨造り、地上2階、地下1階建て。延床面積2,405.75m2。2000年（平成12年）には、第7回公共建築賞（生活施設部門）を受賞している。総事業費は16億円。

### 館内
- ライブラリー
大島絵本館方式（14分類）で分類、30カ国新・古約1万冊の絵本を配架している。
- ギャラリー
国内及び海外の優秀な絵本作家の原画展を開催する展示スペース。
- カフェギャラリー
絵や写真等の作品展の開催、作品発表もできるカフェの壁面を利用した展示スペース。
- ワークショップ
絵本づくりの他、さまざまな工作が楽しめる部屋。用意されたキットの中から好きなものを選び、自分だけの作品をつくることができる。
- CGワークショップ
パソコンを使って楽しく絵本の１ページをつくることができる部屋。作成した絵をさまざまなグッズにすることもできる。
- パフォーマンスホール
吹き抜けの明るく開放的なホール。空間アートや作品展示、紙芝居や人形劇、音楽会など様々な表現活動が楽しめる。
- シアター
約200席のホール。絵本ムービーの上映、演劇、ミュージカル、人形劇、合唱、演奏、講演、セミナーなど様々な発表・表現活動の場として活用される。

### 庭園
- 絵本ふれあいパーク 面積 7,887.96m2

## 周辺施設
- 鳥取の里（射水市史跡）
- 大島中央公園
- 射水市大島弓道場
- ヨシダ大島体育館
- 射水市役所